# Блэкберн (вулкан)
Блэкберн (англ. Mount Blackburn) — потухший щитовидный вулкан в горах Врангеля, штат Аляска, США. Высота 4996 метров, это пятый по высоте пик в Соединённых штатах и двенадцатый в Северной Америке, второй по высоте вулкан в США и пятый в Северной Америке. Своё название получил в ходе экспедиции 1885 года в честь Джозефа Блэкберна, сенатора США от штата Кентукки.
Возраст вулкана составляет примерно 6—7 миллионов лет. Есть две вершины — Ист-Блэкберн и сам Блэкберн. В 2005 году зафиксировано слабое землетрясение.
Первое восхождение было осуществлено в 1912 году, постоянный маршрут проложен в 1958 году; в том же году, 30 мая, была впервые покорена его вершина. Входит в список первых пятидесяти по видности пиков мира.